# Balnarring
Balnarring (1 622 habitants) est un village côtier situé à 69 km au sud de Melbourne, au Victoria, en Australie sur la côte est de la péninsule Mornington.